# Hoszokava Tosio
Hoszokava Tosio, 細川 俊夫 (Hirosima, 1955. október 23. –) japán zeneszerző.

## Élete, munkássága
Hoszokava Hirosimában született 1955-ben. Tokióban tanult zongorát és zeneszerzést. 1976-ban Európába költözött, ahol először Nyugat-Berlinben tanult Jun Iszangnál, a Berlini Művészeti Egyetemen, majd 1983 és 1986 között Klaus Hubernél folytatta tanulmányait a freiburgi Staatlichen Hochschule für Musikban. 1980-ban először jelent meg az Új zene darmsadti nemzetközi nyári tanfolyamán (Darmstädter Ferienkurse für Neue Musik), ahol néhány szerzeményét előadták. 1990 után oktatóként a fesztivál állandó vendége volt. 1980-ban első díjat nyert a római Valentino Bucchi versenyen, 1982-ben Japánban az Irino-díjat, a Berlini Filharmonikus Zenekar 100 éves jubileumi zeneszerzői versenyén pedig első díjat nyert. 1989 és 1998 között a Jamagucsiban megrendezett és általa alapított éves Nemzetközi Kortárs Zenei Szeminárium és Fesztivál művészeti vezetője és szervezője, 2001-től pedig a Takefu Nemzetközi Zenei Fesztivál művészeti vezetője volt.
Kezdeti szerzeményei a nyugati avantgárdból merítettek inspirációt, de fokozatosan új, saját zenei világot épített fel Kelet és Nyugat között. Széles körű elismertséget a Voiceless Voice (Hangtalan hang) című oratóriumának 2001-es hirosimai világpremierje után kapott. A következő időszakban a hírneve tovább nőtt a nemzetközi kortárs zenei életben, és számos megbízást kapott. 2004-ben kezdett tanítani a Tokiói Zeneművészeti Főiskolán.
Meghívást kapott Európa szinte valamennyi kortárs zenei fesztiváljára, ideértve a Velencei biennálét (1995, 2001), a Müncheni Biennálét (1998), a salzburgi Mozarteum Internationale Sommerakademie der Hochschulét (1998), az Internationale Musikfestwochen Luzernt (2000), a müncheni Musica vivát (2001), a Klangspuren Schwaz újzenei fesztivált (2002), a Musica Nova Helsinkit (2003), a Villeneuve-lez-Avignon-i Fesztivált (2003) és Varsói Őszt (2005). Első operáját, a Vision of Leart (Lear látomása) München városa rendelte az 1998-as Müncheni Biennáléra. Nagy elismerésben részesítették, és a Kelet és a Nyugat találkozásából ihletett alkotásként értékelték, amely új zenei világot nyitott meg. 2004-ben mutatták be második, Handzso című  operáját, amely a Festival d'Aix-en-Provence megrendelésére készült, és elsöprő diadalt aratott. 2005 augusztusában a Circulating Ocean című zenekari művét a Salzburgi Fesztiválon a Bécsi Filharmonikusok Valerij Gergijev vezényletével mutatták be, az Egyesült Királyságbeli premierje 2006 augusztusában volt a BBC Proms-on. Lotus under the moonlight (Lótusz a holdfényben) című, zongorára és zenekarra írt művét az NDR Sinfonieorchester rendelte a 2006-os Mozart-év alkalmából, és világpremierjén a zenekart Jun Märkl karmester dirigálta, a szólista Kodama Momo zongorista volt.
Hoszokava számos elismerést és díjat kapott: ilyen a Berliner Philharmoniker (1982) 100 éves jubileumi kompozíciós versenyének első díja, az Arion zenei díj (1984), a Kiotói zenei díj (1988) és a rheingaui zenei díj (1998). 1998 és 2007 között a Tokiói Szimfonikus Zenekar rezidens zeneszerzője volt. 2001-ben a berlini Akademie der Künste tagja lett. 2006–2007-ben és 2008–2009-ben kutatási időszakot vállalt a Wissenschaftskolleg zu Berlinben (Advanced Study Institute).
Hoszokava Tosio Japán kiemelkedő élő zeneszerzője, a nyugati avantgárd művészet és a hagyományos japán kultúra lenyűgöző kapcsolatából teremti meg jellegzetes zenei nyelvét. Zenéje szorosan kapcsolódik a japán művészetekhez, például a kalligráfia esztétikai és szellemi gyökereihez, valamint a japán udvari zene, a gagaku esztétikájához. Zenéje minden hangjának megvan a maga élete: amint megszületett, kalligrafikus vonalat tartalmaz, és folyamatosan átalakítja önmagát egyéni létezésén belül. Zeneszerzői munkássága ötvözi a nyugati klasszikus hagyományt a japán esztétikai érzékenységgel és egy rendkívül innovatív fantáziával. Úgy véli, hogy a zeneszerzési folyamat ösztönösen kapcsolódik a zen buddhizmus fogalmaihoz és annak szimbolikus természetértelmezéséhez. Egy 1990-es évek elején készített interjújában kifejtette, hogy zenéje „kalligráfia, térbeli és időbeli hangokkal, olyan hangokkal, amelyek a csend világából származnak, és vissza is térnek hozzá”. „A japán szellemi kultúra és zene új formáját keresem, amelyen keresztül hű maradhatok önmagamhoz és származásomhoz egyaránt. Újra, alaposabban meg kell vizsgálnunk a nyugati világot, hogy objektív módon lássuk önmagunkat és valóban megismerjük önmagunkat.”
Hoszokava a japán Naganóban és a németországi Mainzban él.

## Díjai, elismerései
- 1980 – Első díj a római Valentino Bucchi-versenyen
- 1982 – Irino-díj fiatal zeneszerzők számára
- 1982 – Első díj a Berlini Filharmonikus Zenekar 100 éves jubileumi zeneszerzői versenyén
- 1984 – Arion zenei díj
- 1985 – Zeneszerzői díj Európa fiatal generációja számára
- 1988 – Kiotói zenei díj
- 1998 – A Rheingaui Zenei Fesztivál díja
- 1998 – Duisburg zenei díja
- 2001 – A berlini  Akademie der Künste tagja
- 2012 – A müncheni Bayerische Akademie der Schönen Künste tagja
- 2013 – Brit zeneszerzői díj

## Művei
Hoszokava zeneszerzői oeuvre rendkívül széles területre terjed ki: zenekari és versenyművek, szólóhangszeres művek, operák, oratorikus és kórusművek, dalok, kamarazene és filmzene találhatók meg benne, a hagyományos japán hangszerekre írt művei mellett. Válogatás műveiből:
- Operák
  - Vision of Lear
  - Hanjo
  - Macukaze
  - The Raven
  - Futari Shizuka
- Zenekari művek
  - Preludió
  - Memory of the Sea
  - Seascapes - Oita
  - Voice from the Ocean
  - Skyscape
  - Woven Dreams
  - Blossoming II
  - Meditation
  - Medea Fragments
  - Im Frühlingsgarten
  - Singing Garden in Venice
  - Ceremonial Dance
  - Variation
- Versenyművek
  - Ans Meer
  - Lotus under the Moonlight
  - Hika
  - Cello Concerto
  - Flute Concerto „Per Sonare”
  - Metamorphosis
  - Horn Concerto – Moment of Blossoming
  - Interim
  - Tabi-bito
- Japán hangszerek
  - Tokyo 1985
  - Seeds of Contemplation
  - Utsurohi-Nagi
  - Somon-ka
- Szóló hangszerek
  - Melodia II
  - Nacht Klänge
  - Nacht Klänge
  - Cloudscape
  - Slow Motion
- Kamarazene
  - Manifestation
  - Ancient Dance
  - Two Arrangements
  - Lied III
  - String Quartet „Urbilder”
  - Silent Flowers
  - The Water of Lethe
  - Atem-Lied
  - Ancient Voices
  - In die Tiefe der Zeit
- Vokális zene
  - Renka I
  - Two Japanese Folk Songs
  - Ave Maris Stella
  - Die Lotosblume
  - Singing Trees
  - Somon-ka
  - Far Away
  - Super Flumina Babylonis
  - Seascapes - Night

## Felvételei
Válogatás a Discogs kimutatásából.
| Megjelenés | Tartalom                                                                               | Közreműködők                                                                                         | Kiadó                         |
| ---------- | -------------------------------------------------------------------------------------- | --- | ----------------------------- |
| 1984       | Hoszokava: Neben Dem Fluss…                                                            | Sinozaki Ajaka, Jamada Kjóko, Macunami Keiko, Szuzumi Kisiko, Miki Mie                               | ALM Records                   |
| 1988       | The Min-On Contemporary Music Festival '87 (Macumura-, Hoszokava-, Ikebe-művek)        | Kamimura Noboru, Szuzumi Kisiko, Takahasi Aki, NHK Symphony Orchestra, Tojama Júzó                   | Camerata                      |
| 1996       | Hoszokava: Landscape I, II, V; Fragments II; Vertical Time Study III                   | Pierre-Yves Artaud, Irvine Arditti, Arditti Quartet, Nodaira Icsiro, Nakajama Kaoru, Mijata Majumi   | Montaigne                     |
| 1997       | Works by Toshio Hosokawa 4 (String Quartet No.2 „Urbilder”, Hiroshima Requiem I, II)   | Arditti Quartet, The New Symphony Orchestra                                                          | Fontec                        |
| 2001       | Hoszokava: Koto-Uta; Voyage I; Konzert für Saxophon und Orchester; Ferne-Landschaft II | Kavamura Kjóko, Urusihara Aszako, Johannes Ernst, Deutsches Symphonie Orchester Berlin, Peter Rundel | Kairos                        |
| 2004       | Hoszokava: Deep Silence                                                                | Mijata Majumi, Stefan Hussong                                                                        | Wergo                         |
| 2007       | Works by Toshio Hosokawa X: Memory…                                                    | | Fontec                        |
| 2010       | Hoszokava: Flute Music                                                                 | Kolbeinn Bjarnason, Caput Ensemble, Snorri Sigfus Birgisson                                          | Naxos                         |
| 2012       | Hoszokava: String Quartets                                                             | Quatuor Diotima, Mijata Majumi                                                                       | Neos                          |
| 2014       | Hoszokava: Quintets & Solos                                                            | Arditti Quartet, Mijata Majumi, Josino Naoko, Szuzuki Tosija                                         | Wergo                         |
| 2017       | Hoszokava: The Raven                                                                   | United Instruments of Lucilin, Charlotte Hellekant                                                   | Naxos                         |
| 2019       | Hoszokava: Gardens                                                                     | Ukho Ensemble Kyiv, Luigi Gaggero                                                                    | Kairos                        |
| 2019       | Rains (Hoszokava-, Kisino Marika-, Taira Josihisza-, Takemicu Tóru-szerzemények)       | Les Percussions de Strasbourg                                                                        | Les Percussions de Strasbourg |